# Ryo Chonan
Ryo Chonan (en japonés: 長南亮, Chōnan Ryō; Tsuruoka, Yamagata, 8 de octubre de 1976) es un artista marcial mixto japonés. Chonan, competidor profesional de 2001 a 2013, compitió en UFC, PRIDE Fighting Championships, DEEP, DREAM, Pancrase y World Victory Road. Chonan es ex campeón de peso mediano de DEEP y ex campeón de peso welter de DEEP.

## Carrera de artes marciales mixtas

### Carrera temprana
Chonan inició con la práctica del kyokushinkai en la escuela secundaria, antes de mudarse a Tailandia para continuar con su entrenamiento. Chonan comenzó oficialmente su carrera profesional en artes marciales mixtas en 2001, perdiendo su primera pelea en Pancrase - Neo Blood Tournament. Luego pasó a pelear en DEEP, con un registro de 6-2 en la organización, incluida una victoria por nocaut técnico contra Hayato Sakurai.
Chonan luchó en PRIDE Bushido 3 como representante del equipo de Japón, perdiendo por decisión ante Ricardo Almeida. Posteriormente, en PRIDE Bushido 5, derrotó a Carlos Newton por decisión unánime.
La siguiente victoria de Chonan fue contra el futuro campeón de peso medio de la UFC, Anderson Silva, en PRIDE Shockwave 2004, donde ejecutó un espectacular derribo de tijeras voladoras seguido rápidamente por una rendición de gancho al tobillo (flying scissor heel hook).
Chonan regresó a DEEP derrotando a Roan Carneiro por nocaut técnico en DEEP 18th Impact.
Chonan ganó su pelea en PRIDE Bushido 7 contra Nino Schembri por decisión unánime. Su siguiente pelea fue una derrota por KO contra Phil Baroni en PRIDE Bushido 8. También perdió su siguiente pelea contra su futuro compañero de equipo Dan Henderson por KO en los primeros segundos de la pelea en PRIDE Bushido 9.
Regresó en DEEP: 23 Impact para derrotar a Ryuta Sakurai por nocaut técnico y convertirse en el campeón de peso medio de DEEP.
En el Gran Premio de peso welter PRIDE de 2006, Chonan sufrió una fractura de hueso orbital al final de su pelea contra Joey Villaseñor causada por un pisotón, pero pudo continuar en el torneo. En su siguiente combate del torneo, contra Paulo Filho, Chonan fue sometido por una armbar al comienzo del primer asalto.
En febrero de 2007, Chonan regresó a DEEP y derrotó al ex campeón de peso mediano de DEEP Ryuta Sakurai para retener el campeonato de peso mediano.

### Ultimate Fighting Championship
Ryo Chonan hizo su debut en UFC contra Karo Parisyan el 17 de noviembre de 2007, en UFC 78, que Chonan perdió por decisión unánime después de tres asaltos.
Posteriormente Chonan derrotó a Roan Carneiro en su revancha mediante decisión dividida, el 6 de septiembre de 2008, en UFC 88.
Chonan también fue derrotado en su siguiente pelea contra Brad Blackburn, el 27 de diciembre de 2008. Blackburn controló los dos primeros asaltos antes de que Chonan fuera significativamente más dominante en lel tercer asalto. No pudo terminar la pelea por TKO o rendición y perdió por decisión unánime, 2 asaltos a 1.
Chonan fue parte del Team Quest, junto con el ex campeón de peso mediano y welter de PRIDE Fighting Championships Dan Henderson, Matthew Lindland, Jason «Mayhem» Miller y Rameau Sokoudjou.
Ryo Chonan fue posteriormente liberado de la UFC, luego de una controvertida derrota por decisión dividida ante T. J. Grant.

### Regreso a Japón
Ganó su combate en DEEP:43 Impact ante Jutaro Nakao por decisión unánime.
Chonan hizo su debut en DREAM en DREAM 13, derrotando a Andrews Nakahara por decisión unánime.
Luego hizo su debut en World Victory Road en Soul of Fight el 30 de diciembre de 2010. Originalmente, Chonan estaba programado para enfrentar a Dan Hornbuckle, pero una enfermedad obligó a Hornbuckle a abandonar la cartelera y fue reemplazado por Taisuke Okuno. Chonan perdió la pelea por nocaut en el primer asalto.
Chonan regresó en DEEP: 54 Impact el 24 de junio de 2011 contra Iwase Shigetoshi. Chonan ganó la pelea por nocaut.
El 29 de octubre, Chonan derrotó a Naoki Samukawa por decisión unánime.
Chonan regresó en Fight For Japan: Genki Desu Ka Omisoka 2011, donde se enfrentó nuevamente a Hayato Sakurai. Perdió la pelea por decisión unánime.
El 20 de octubre de 2013, Chonan luchó contra Dan Hornbuckle en su pelea de retiro. Ganó la pelea por decisión unánime y se retiró como campeón de peso welter DEEP.

## Campeonatos y logros
- DEEP
  - Campeonato de peso mediano DEEP (una vez)
  - Una defensa del título exitosa
  - Campeonato de peso welter DEEP (una vez)
- Sherdog
  - Presentación del año 2004 (Ryo Chonan contra Anderson Silva el 31 de diciembre de 2004)
- Sports Illustrated
  - Mejor presentación de la década de 2000 (Ryo Chonan contra Anderson Silva el 31 de diciembre de 2004)[1]
  - Maravilla de un solo éxito de la década de 2000 (Ryo Chonan contra Anderson Silva el 31 de diciembre de 2004)[1]
- Bleacher Report
  - Rendición de la década de 2000 (Ryo Chonan contra Anderson Silva el 31 de diciembre de 2004)[2]
- MMAFighting
  - 2004: Peleador de peso mediano del año[3]
  - Presentación del año 2004 (Ryo Chonan contra Anderson Silva el 31 de diciembre de 2004)[3]

## Récord de artes marciales mixtas
| Récord profesional | Récord profesional | Récord profesional |
| 35 peleas          | 22 victorias       | 13 derrotas        |
| ------------------ | ------------------ | ------------------ |
| Nocaut             | 8                  | 4                  |
| Sumisión           | 1                  | 1                  |
| Decisión           | 13                 | 8                  |

| Resultado | Récord | Oponente         | Método                               | Evento                                           | Fecha                    | Asalto | Tiempo | Localización                         | Notas |
| --------- | ------ | ---------------- | ------------------------------------ | ------------------------------------------------ | ------------------------ | ------ | ------ | ------------------------------------ | ----- |
| Victoria  | 22–13  | Dan Hornbuckle   | Decisión (unánime)                   | DEEP: Tribe Tokyo Fight                          | 20 de octubre de 2013    | 3      | 5:00   | Tokio, Japón                         |       |
| Victoria  | 21–13  | Seichi Ikemoto   | Decisión (unánime)                   | DEEP: Osaka Impact 2013                          | 28 de abril de 2013      | 3      | 5:00   | Osaka, Japón                         |       |
| Derrota   | 20–13  | Hayato Sakurai   | Decisión (unánime)                   | Fight For Japan: Genki Desu Ka Omisoka 2011      | 31 de diciembre de 2011  | 3      | 5:00   | Saitama, Japón                       |       |
| Victoria  | 20–12  | Naoki Samukawa   | Decisión (unánime)                   | Deep: Cage Impact 2011 in Tokyo, 2nd Round       | 29 de octubre de 2011    | 3      | 5:00   | Tokio, Japón                         |       |
| Victoria  | 19–12  | Shigetoshi Iwase | KO (golpe)                           | Deep: 54 Impact                                  | 24 de junio de 2011      | 1      | 4:45   | Tokio, Japón                         |       |
| Derrota   | 18–12  | Taisuke Okuno    | KO (golpe)                           | World Victory Road Presents: Soul of Fight       | 30 de diciembre de 2010  | 1      | 0:19   | Tokio, Japón                         |       |
| Victoria  | 18–11  | Jun Hee Moon     | TKO (golpes)                         | Deep: 50 Impact                                  | 24 de octubre de 2010    | 3      | 2:57   | Tokio, Japón                         |       |
| Derrota   | 15–11  | Jung Hwan Cha    | KO (golpes)                          | Astra                                            | 25 de abril de 2010      | 2      | 1:16   | Yokohama, Japón                      |       |
| Victoria  | 17–10  | Andrews Nakahara | Decisión (unánime)                   | DREAM 13                                         | 22 de marzo de 2010      | 2      | 5:00   | Yokohama, Japón                      |       |
| Victoria  | 16–10  | Jutaro Nakao     | Decisión (unánime)                   | Deep: 43 Impact                                  | 23 de agosto de 2009     | 3      | 5:00   | Tokio, Japón                         |       |
| Derrota   | 15–10  | T. J. Grant      | Decisión (dividida)                  | UFC 97                                           | 18 de abril de 2009      | 3      | 5:00   | Montreal, Quebec, Canadá             |       |
| Derrota   | 15–9   | Brad Blackburn   | Decisión (unánime)                   | UFC 92                                           | 27 de diciembre de 2008  | 3      | 5:00   | Las Vegas, Nevada, Estados Unidos    |       |
| Victoria  | 15–8   | Roan Carneiro    | Decisión (dividida)                  | UFC 88                                           | 6 de septiembre de 2008  | 3      | 5:00   | Atlanta, Georgia, Estados Unidos     |       |
| Derrota   | 14–8   | Karo Parisyan    | Decisión (unánime)                   | UFC 78                                           | 17 de noviembre de 2007  | 3      | 5:00   | Newark, Nueva Jersey, Estados Unidos |       |
| Victoria  | 14–7   | Seo Do Wong      | TKO (golpes)                         | DEEP: DEEP in Yamagata                           | 24 de junio de 2007      | 1      | 2:58   | Yamagata, Japón                      |       |
| Victoria  | 13–7   | Ryuta Sakurai    | Decisión (mayoría)                   | DEEP: 28 Impact                                  | 16 de febrero de 2007    | 3      | 5:00   | Tokio, Japón                         |       |
| Derrota   | 10–7   | Paulo Filho      | Rendición (armbar)                   | PRIDE Bushido 12                                 | 26 de agosto de 2006     | 1      | 2:30   | Nagoya, Japón                        |       |
| Victoria  | 12–6   | Joey Villaseñor  | Decisión (dividida)                  | PRIDE Bushido 11                                 | 4 de junio de 2006       | 2      | 5:00   | Saitama, Japón                       |       |
| Victoria  | 11–6   | Ryuta Sakurai    | TKO (detención del médico)           | DEEP: 23 Impact                                  | 5 de febrero de 2006     | 1      | 1:57   | Tokio, Japón                         |       |
| Derrota   | 10–6   | Dan Henderson    | KO (golpe)                           | PRIDE Bushido 9                                  | 25 de septiembre de 2005 | 1      | 0:22   | Tokio, Japón                         |       |
| Derrota   | 10–5   | Phil Baroni      | KO (golpe)                           | PRIDE Bushido 8                                  | 17 de julio de 2005      | 1      | 1:40   | Nagoya, Japón                        |       |
| Victoria  | 10–4   | Nino Schembri    | Decisión (unánime)                   | PRIDE Bushido 7                                  | 22 de mayo de 2005       | 2      | 5:00   | Tokio, Japón                         |       |
| Victoria  | 9–4    | Roan Carneiro    | TKO (detención del médico)           | DEEP: 18th Impact                                | 12 de febrero de 2005    | 3      | 2:15   | Tokio, Japón                         |       |
| Victoria  | 8–4    | Anderson Silva   | Rendición (flying scissor heel hook) | PRIDE Shockwave 2004                             | 31 de diciembre de 2004  | 3      | 3:08   | Saitama, Japón                       |       |
| Victoria  | 7–4    | Carlos Newton    | Decisión (unánime)                   | PRIDE Bushido 5                                  | 14 de octubre de 2004    | 2      | 5:00   | Osaka, Japón                         |       |
| Derrota   | 6–4    | Ricardo Almeida  | Decisión (unánime)                   | PRIDE Bushido 3                                  | 23 de mayo de 2004       | 2      | 5:00   | Yokohama, Japón                      |       |
| Victoria  | 6–3    | Daijiro Matsui   | Decisión (mayoría)                   | DEEP: 13th Impact                                | 22 de enero de 2004      | 3      | 5:00   | Tokio, Japón                         |       |
| Victoria  | 5–3    | Hayato Sakurai   | TKO (detención del médico)           | DEEP: 12th Impact                                | 15 de septiembre de 2003 | 3      | 2:10   | Tokio, Japón                         |       |
| Victoria  | 4–3    | Yuji Hisamatsu   | Decisión (mayoría)                   | DEEP: 11th Impact                                | 13 de julio de 2003      | 3      | 5:00   | Osaka, Japón                         |       |
| Derrota   | 3–3    | Masanori Suda    | Decisión (dividida)                  | DEEP: 7th Impact                                 | 8 de diciembre de 2002   | 3      | 5:00   | Tokio, Japón                         |       |
| Victoria  | 3–2    | Katsumi Usuta    | TKO (golpes)                         | DEEP: 6th Impact                                 | 7 de septiembre de 2002  | 1      | 0:05   | Tokio, Japón                         |       |
| Derrota   | 2–2    | Eiji Ishikawa    | Decisión (mayoría)                   | DEEP: 5th Impact                                 | 9 de junio de 2002       | 2      | 5:00   | Tokio, Japón                         |       |
| Victoria  | 2–1    | Kenji Akiyama    | TKO (rendición por golpes)           | DEEP: 4th Impact                                 | 30 de marzo de 2002      | 1      | 4:22   | Nagoya, Japón                        |       |
| Victoria  | 1–1    | Takaku Fuke      | Decisión (unánime)                   | DEEP: 3rd Impact                                 | 23 de diciembre de 2001  | 3      | 5:00   | Tokio, Japón                         |       |
| Derrota   | 0–1    | Hikaru Sato      | Decisión (unánime)                   | Pancrase: 2001 Neo-Blood Tournament Eliminations | 5 de mayo de 2001        | 3      | 5:00   | Japón                                |       |